# Заберган
Заберган (на старогръцки: Ζαβεργαν, Zabergan) e вожд на кутригурите от 550 г. до 562 г. Името му има ирански произход.
Той е в съюз с евро-азиатските авари, като с тях атакува през 559 г. северните части на Източната Римска империя по времето на Юстиниан I. Безсилният византийски император ги дарява с много дарове, защото тези племена са значителна заплаха. По-късно императорът настройва кутригурите срещу утигурите, което води до война между двете племена. Тяхната война става причина да бъдат покорени от Аварския хаганат. През 562 г. на трона се възкачва Баян.
На него е наречен връх Заберган на Антарктическия полуостров.
Той не е този Заберган (или Кардариган) – генерал, който води персите през 586 г. при Chlomaron (Армения) в битка против генералите на император Маврикий.